# Queue d'éventail
Le poisson rouge Queue d'éventail est la forme occidentale du Ryukin. Il possède un corps de forme ovoïde, une grande nageoire dorsale, une longue nageoire caudale quadruple et une absence de bosse nucale.

## Description

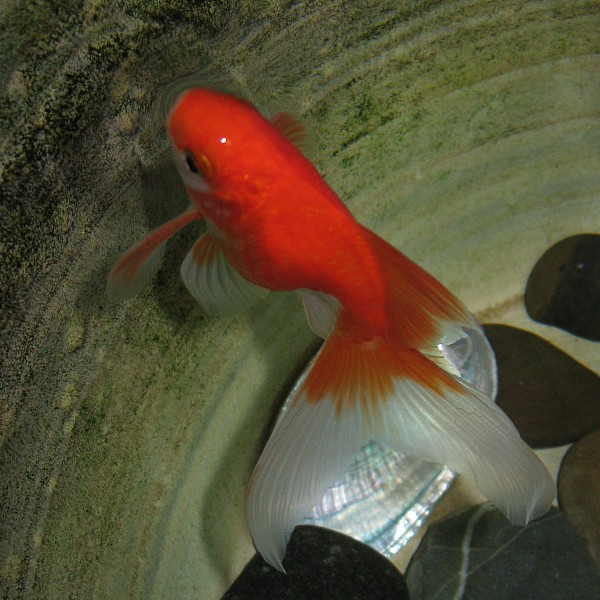
Un poisson rouge Queue d'éventail de couleur rouge et argent.

De même que la majorité des variétés de poissons rouges, le Queue d'éventail atteint généralement les 25 centimètres à l'âge adulte, 40 centimètres avec la queue. Une variante voit parfois apparaître une transformation avec des « yeux télescopes » lorsque le poisson est âgé de plus de 6 mois. Les écailles peuvent prendre toutes les couleurs, sans exclusion : rouge, orange, jaune et calicot.

## Origine
Le poisson rouge Queue d'éventail est né dans les années 1400, pendant la dynastie Ming en Chine. Cette variété constituerait l'ancêtre à partir duquel toutes les races modernes de poissons rouges fantaisies ont été sélectionnées.